# ریکاردو لیبوریو
ریکاردو لیبوریو (انگلیسی: Ricardo Libório؛ زادهٔ ۱۳ ژوئیهٔ ۱۹۶۷) ورزشکار هنرهای رزمی ترکیبی اهل برزیل است، که در سال ۲۰۰۰ باشگاه برزیلین تاپ تیم را تأسیس کرد. از باشگاه‌هایی که در آن بازی کرده‌است می‌توان به امریکن تاپ تیم اشاره کرد.